# Murray Stewart
Murray Scott Stewart, OAM (* 2. Juli 1986 in Durban, Südafrika) ist ein ehemaliger australischer Kanute und Olympiasieger.

## Karriere
Murray Stewart wuchs in Südafrika auf, ehe seine Familie im Jahr 2000 nach Australien auswanderte. 2005 begann er mit dem Kanusport.
Stewart nahm an zwei Olympischen Spielen teil. Seine erste Teilnahme erfolgte anlässlich der Olympischen Spiele 2012 in London, bei denen er unter anderem neben Tate Smith, David Smith und Jacob Clear zum australischen Aufgebot im Vierer-Kajak gehörte. Nach einem dritten Rang im Vorlauf qualifizierten die Australier sich nach einem Sieg im Halbfinale für den Endlauf. Diesen beendeten sie nach 2:55,085 Minuten auf dem ersten Platz vor dem ungarischen Vierer-Kajak und der tschechischen Mannschaft und wurden damit Olympiasieger. Darüber hinaus startete Stewart auch im Einer-Kajak auf der 200-Meter-Strecke und über die 1000-Meter-Distanz. Über 200 Meter schied er bereits in den Vorläufen als Sechster seines Laufs aus, während ihm über 1000 Meter zumindest die Halbfinalqualifikation gelang. Er verpasste dort als Sechstplatzierter den Finaleinzug und schloss auch das B-Finale nur auf dem achten und damit letzten Platz ab, sodass er Gesamtrang 16 belegte.
Bei den Olympischen Spielen 2016 in Rio de Janeiro ging Stewart erneut im Einer-Kajak an den Start, diesmal jedoch nur über die 1000-Meter-Distanz. Er erreichte dank eines zweiten Platzes im Vorlauf und eines Siegs im Halbfinale den Endlauf, in dem er eine Podiumsplatzierung nur knapp verfehlte. Nach 3:33,741 Minuten überquerte er 0,4 Sekunden hinter Roman Anoschkin aus Russland die Ziellinie und wurde Vierter. Stewart war mit dem Vierer-Kajak auf der 1000-Meter-Strecke auch bei Weltmeisterschaften erfolgreich. 2011 sicherte er sich in Szeged die Silbermedaille und belegte 2013 in Duisburg den dritten Platz. 2017 wurde er schließlich in Račice u Štětí Weltmeister. 2012 gewann Stewart die australischen Meisterschaften im Einer-, Zweier- und Vierer-Kajak über 1000 Meter.
Für seinen Olympiasieg erhielt Stewart 2014 die Medal of the Order of Australia. Er hat einen Masterabschluss in Architektur.